# Institut franco-catalan transfrontalier
L'Institut franco-catalan transfrontalier  (IFCT) est une composante de l'Université de Perpignan, équivalente à une faculté. Il comprend le département catalan qui dispense des cours de diplôme d'État (diplôme en études catalanes, master en recherche en études catalanes et master professionnel en questions transfrontalières), ainsi que des certificats de langue catalane (CeLCat), des diplômes universitaires correspondant à la formation en catalan des étudiants d'autres diplômes. Le diplôme d'études catalanes (3 ans) est le seul diplôme d'État correspondant à un enseignement supérieur en langue catalane et dans les pays catalans, dans le système universitaire français.

## Présentation
L'IFCT est basé à la Maison des Pays Catalans sur le campus de Perpignan. Il est administré par un Conseil qui regroupe des représentants des entités et organismes situés dans les mêmes locaux: Association pour l'enseignement du catalan (APLEC), délégation CEI à Perpignan, association UCE du nord de la Catalogne, AFECT (Association de formation de l'espace transfrontalier catalan).